# 会津長野駅

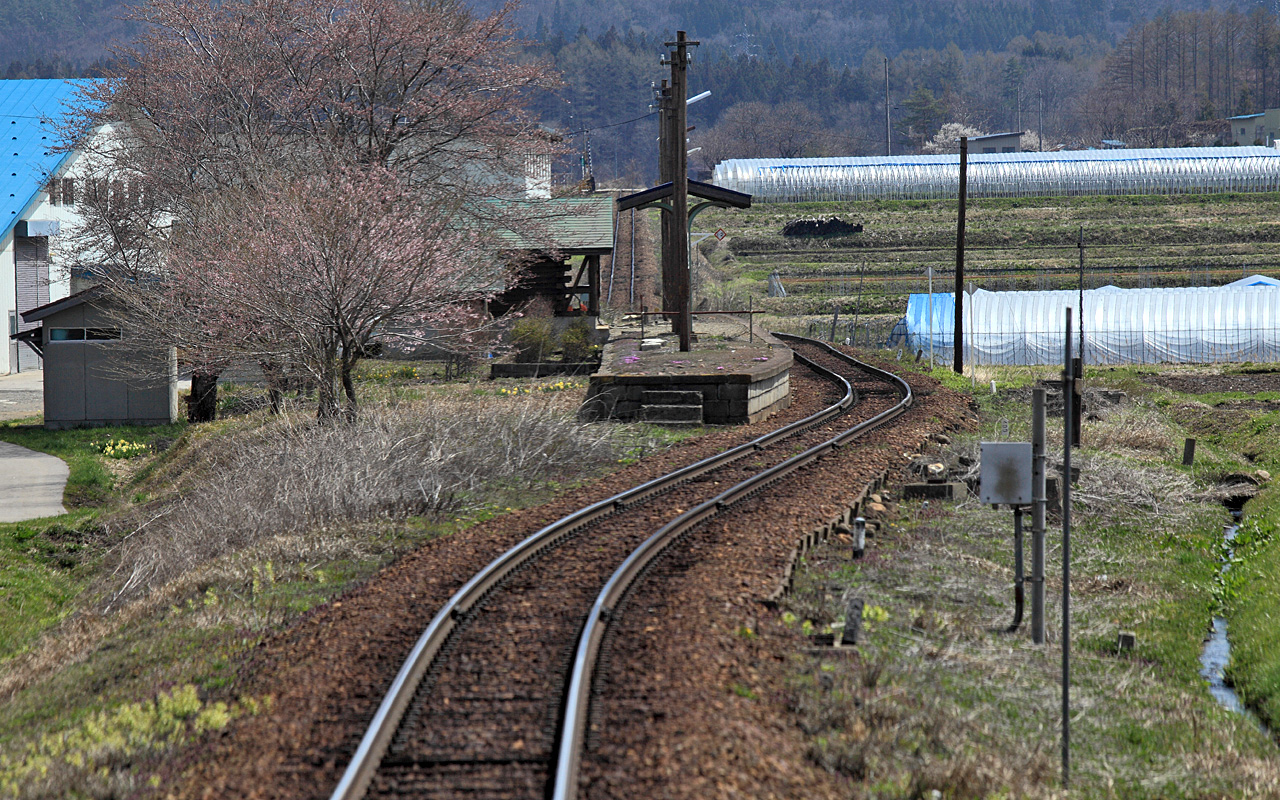
ホームや線路に列車交換が可能であった頃の名残が見られる

会津長野駅（あいづながのえき）は、福島県南会津郡南会津町長野字下谷地にある会津鉄道会津線の駅である。

## 歴史
- 1934年（昭和9年）12月27日 - 国有鉄道の駅として開業[1]。
- 1971年（昭和46年）4月1日 - 貨物および荷物扱い廃止[2]。駅員無配置駅となる[3]。ただし、運転要員のみの継続して配置。
- この間 - 無人化。
- 1987年（昭和62年）
  - 4月1日 - 国鉄分割民営化により、東日本旅客鉄道の駅となる[1]。
  - 7月16日 - 会津鉄道に転換[1]。

## 駅構造
単式ホーム1面1線の地上駅。無人駅である。
以前は島式ホーム1面2線で交換設備もあったが、現在は元の駅舎側の線路が撤去され、その部分にログハウス風の駅舎が建っている。
駅名標には「夕焼けが広がる丘の里」と記されている。

## 利用状況
- 会津鉄道 - 2015年度の1日平均乗車人員は5人であった[4]。

| 乗車人員推移 | 乗車人員推移     |
| 年度         | 一日平均乗車人員 |
| ------------ | ---------------- |
| 2000         | 33               |
| 2001         | 30               |
| 2002         | 27               |
| 2003         | 19               |
| 2004         | 16               |
| 2005         | 14               |
| 2006         | 8                |
| 2007         | 11               |
| 2008         | 11               |
| 2009         | 14               |
| 2010         | 11               |
| 2011         | 8                |
| 2012         | 5                |
| 2013         | 5                |
| 2014         | 3                |
| 2015         | 5                |

## 駅周辺
- 長野郵便局
- 大川
- 国道121号
- 福島県道347号高陦田島線
- 福島県道349号向山会津長野停車場線

## 隣の駅
会津鉄道
■会津線
□快速「リレー号」
通過
□快速「AIZUマウントエクスプレス」・□快速（無愛称の会津若松行き）・■普通（「リレー号」含む）
養鱒公園駅 - 会津長野駅 - 田島高校前駅